# Carlos Fernández Luna
Carlos Fernández Luna (Castilleja de Guzmán, Sevilla, España, 22 de mayo de 1996) es un futbolista español que empezó en el J.D Bormujos y juega actualmente como delantero en el Cádiz Club de Fútbol de la Segunda División de España, cedido por l a Real Sociedad.

## Trayectoria
Nacido en Castilleja de Guzmán, Andalucía, comenzó a jugar al fútbol de alto nivel con el Sevilla Atlético con tan solo 17 años, que competía en la Segunda División B. El 18 de diciembre de 2013 hizo su debut oficial con el equipo principal, de entrar como sustituto de Piotr Trochowski en una derrota 0-2 en casa contra el Racing de Santander para la Copa del Rey de la temporada.
El 2 de marzo de 2014, antes de cumplir los 18 años, apareció por primera vez en la Liga, en sustitución de José Antonio Reyes a mediados de la segunda mitad de un eventual victoria de 1-0 sobre Real Sociedad en el Estadio Ramón Sánchez Pizjuán.
En la temporada 2016-17 marcó su primer gol con el Sevilla F. C., contra la U. D. Las Palmas, dando la victoria a su equipo. Esa misma temporada sufrió una lesión en octubre que le apartó del equipo para lo que restaba de temporada.
A comienzos de la temporada 2018-19, tras negociar la posible cesión con el Granada C. F. y el Córdoba C. F., acabó cedido por un año en el Deportivo de la Coruña, donde fue un jugador capital y llegó a convertirse en el segundo máximo goleador del equipo.
Tampoco contó con la confianza del nuevo entrenador sevillista, Julen Lopetegui, por lo que en la siguiente temporada también se marchó como cedido al Granada C. F. que acababa de ascender esa temporada, si bien días antes había firmado un contrato con la entidad hispalense hasta 2022. La siguiente temporada, a pesar del interés mostrado por el Granada, el Celta y la Real Sociedad; el jugador se quedó finalmente en el club.
Su estancia en Sevilla duró media temporada, ya que el 24 de enero de 2021 fue traspasado a la Real Sociedad hasta junio de 2027 por un montante de diez millones de € más dos en variables. Su primer gol con   el conjunto txuri-urdin fue precisamente contra el equipo hispalense. El 3 de abril de 2021 en el Estadio de la Cartuja conquista su primer título nacional al vencer en la final de la Copa del Rey pendiente del año anterior debido a la Pandemia de COVID-19, por 1-0 al eterno rival, el Athletic Club. Carlos Fernández disputó los últimos minutos de la final. 
A inicios de la temporada 2021/22 sufre una lesión en el ligamento cruzado anterior de la que fue operado. Esta causa hizo que se perdiera tres cuartas partes de dicha temporada.

## Estadísticas

### Clubes
Actualizado al último partido disputado el 21 de diciembre de 2023.
| Sevilla Atlético · España            | 2.ª B         | 2013-14       | 28  | 8  | —  | — | — | — | 28  | 8  |
| Sevilla Atlético · España            | 2.ª B         | 2014-15       | 32  | 5  | —  | — | — | — | 32  | 5  |
| Sevilla Atlético · España            | 2.ª B         | 2015-16       | 38  | 17 | —  | — | — | — | 38  | 17 |
| Sevilla Atlético · España            | 2.ª           | 2016-17       | 4   | 1  | —  | — | — | — | 4   | 1  |
| Sevilla Atlético · España            | 2.ª           | 2017-18       | 24  | 8  | —  | — | — | — | 24  | 8  |
| Sevilla Atlético · España            | Total club    | Total club    | 126 | 39 | 0  | 0 | 0 | 0 | 126 | 39 |
| Sevilla F. C. · España               | 1.ª           | 2013-14       | 4   | 0  | 1  | 0 | 0 | 0 | 5   | 0  |
| Sevilla F. C. · España               | 1.ª           | 2014-15       | 1   | 0  | 0  | 0 | 0 | 0 | 1   | 0  |
| Sevilla F. C. · España               | 1.ª           | 2015-16       | 1   | 0  | 0  | 0 | 0 | 0 | 1   | 0  |
| Sevilla F. C. · España               | 1.ª           | 2016-17       | 3   | 1  | 0  | 0 | 0 | 0 | 3   | 1  |
| Sevilla F. C. · España               | 1.ª           | 2017-18       | 2   | 1  | 0  | 0 | 0 | 0 | 2   | 1  |
| R. C. Deportivo la Coruña · España   | 2.ª           | 2018-19       | 28  | 10 | 1  | 0 | — | — | 29  | 10 |
| R. C. Deportivo la Coruña · España   | Total club    | Total club    | 28  | 10 | 1  | 0 | 0 | 0 | 29  | 10 |
| Granada C. F. · España               | 1.ª           | 2019-20       | 34  | 10 | 6  | 3 | — | — | 40  | 13 |
| Granada C. F. · España               | Total club    | Total club    | 34  | 10 | 6  | 3 | 0 | 0 | 40  | 13 |
| Sevilla F. C. · España               | 1.ª           | 2020-21       | 5   | 0  | 1  | 0 | 1 | 0 | 7   | 0  |
| Sevilla F. C. · España               | Total club    | Total club    | 16  | 2  | 2  | 0 | 1 | 0 | 19  | 2  |
| Real Sociedad · España               | 1.ª           | 2020-21       | 11  | 1  | 1  | 0 | 0 | 0 | 12  | 1  |
| Real Sociedad · España               | 1.ª           | 2021-22       | 0   | 0  | 0  | 0 | 0 | 0 | 0   | 0  |
| Real Sociedad · España               | 1.ª           | 2022-23       | 24  | 1  | 2  | 0 | 4 | 0 | 30  | 1  |
| Real Sociedad · España               | 1.ª           | 2023-24       | 10  | 2  | 1  | 1 | 4 | 0 | 15  | 3  |
| Real Sociedad · España               | Total club    | Total club    | 45  | 4  | 4  | 1 | 8 | 0 | 57  | 5  |
| Total carrera                        | Total carrera | Total carrera | 249 |    | 14 | 4 | 9 | 0 | 271 | 69 |
| (1) Incluye datos de la Copa del Rey |               |               |     |    |    |   |   |   |     |    |

### Selección nacional
| Selección     | País   | Periodo   | Partidos (goles) |
| ------------- | ------ | --------- | ---------------- |
| España sub-16 | España |           | 1 (0)            |
| España sub-19 | España | 2013-2015 | 18 (1)           |
| España sub-21 | España | 2018-     | 3 (0)            |

## Palmarés

### Clubes
Campeonatos nacionales
| Título       | Club          | País   | Año  |
| ------------ | ------------- | ------ | ---- |
| Copa del Rey | Real Sociedad | España | 2020 |

Campeonatos internacionales
| Título             | Club    | Sede     | Año  |
| ------------------ | ------- | -------- | ---- |
| UEFA Europa League | Sevilla | Turín    | 2014 |
| UEFA Europa League | Sevilla | Varsovia | 2015 |
| UEFA Europa League | Sevilla | Basilea  | 2016 |

### Selección
| Título          | Club (*) | Sede   | Año  |
| --------------- | -------- | ------ | ---- |
| Eurocopa sub-19 | España   | Grecia | 2015 |

### Distinciones individuales
| Distinción                                          | Año  |
| --------------------------------------------------- | ---- |
| Elegido por la UEFA en el once revelación de LaLiga | 2020 |